# Clarencefield
Clarencefield ist eine Ortschaft in der schottischen Council Area Dumfries and Galloway beziehungsweise in der traditionellen Grafschaft Dumfriesshire. Sie liegt rund zehn Kilometer westlich von Annan und zwölf Kilometer südöstlich von Dumfries. Rund 1,5 km südwestlich verläuft das Lochar Water.

## Geschichte
Clarencefield entwickelte sich im Zusammenhang mit dem nahegelegenen Comlongon Castle, dessen Keimzelle vermutlich um 1450 erbaut wurde. Der Wehrbau war lange Sitz der Earls of Mansfield. Zur Unterbringung der Bediensteten wurde Clarencefield aufgebaut.
Im Rahmen der Zensuserhebung 1961 wurden in Clarencefield 93 Einwohner gezählt.

## Verkehr
In einer dünnbesiedelten Randregion Schottlands gelegen, ist Clarencefield nur über eine Nebenstraße, die B724 an das Straßennetz angebunden. Im Norden schließen B724 und B725 schließen die Ortschaft an die A75 (Stranraer–Gretna Green) an. 1846 erhielt das benachbarte Ruthwell einen eigenen Bahnhof an der neueröffneten Glasgow, Dumfries and Carlisle Railway. Dieser befand sich unweit von Clarencefield und wurde von den Einwohnern genutzt. Mit Streckenschließung 1965 wurde der Bahnhof aufgelassen.